# 화이트아웃 (2009년 영화)
《화이트아웃》(영어: Whiteout)은 미국, 프랑스, 캐나다에서 제작된 도미닉 세나 감독의 2009년 범죄 스릴러 영화이다. 케이트 베킨세일, 게이브리얼 막트 등이 출연하였고, 수전 다우니 등이 제작에 참여하였다.

## 출연
- 케이트 베킨세일
- 게이브리얼 막트
- 콜럼버스 쇼트
- 톰 스케릿
- 앨릭스 올로클린
- 숀 도일
- 바샤르 라할
- 패트릭 서봉기

## 기타 제작진
- 배역: 메리 게일 아츠, 샤니 긴즈버그
- 미술: 그레이엄 그레이스 워커
- 의상: 웬디 파트리지